# Montlauzun

Montlauzun este o comună în departamentul Lot din sudul Franței. În 2009 avea o populație de 128 de locuitori.

## Evoluția populației
| An        | 1975 | 1982 | 1990 | 1999 | 2006 | 2009 |
| --------- | ---- | ---- | ---- | ---- | ---- | ---- |
| Populație | 114  | 127  | 102  | 117  | 131  | 128  |